# Autoestrada A7
La Autoestrada A7 (o A7) è un'autostrada portoghese lunga 100 chilometri. Essa parte da Vila do Conde, fino ad arrivare a Vila Pouca de Aguiar, servendo nel suo percorso anche le città di Guimarães e Fafe.